# Championnats du monde de patinage artistique 2001
Navigation
Mondiaux 2000 Mondiaux 2002
Les championnats du monde de patinage artistique 2001 ont lieu du 17 au 25 mars 2001 au General Motors Place de Vancouver au Canada.
La russe Irina Sloutskaïa réalise la première combinaison triple boucle-triple boucle-double boucle en compétition.

## Qualifications
Les patineurs sont éligibles à l'épreuve s'ils représentent une nation membre de l'Union internationale de patinage (International Skating Union en anglais) et s'ils ont atteint l'âge de 15 ans avant le 1er juillet 2000. Les fédérations nationales sélectionnent leurs patineurs en fonction de leurs propres critères.
Sur la base des résultats des championnats du monde 2000, l'Union internationale de patinage autorise chaque pays à avoir de une à trois inscriptions par discipline.
| Entrées                                                    | Messieurs                      | Dames                         | Couples                                          | Danse sur glace                                                    |
| ---------------------------------------------------------- | ------------------------------ | ----------------------------- | ------------------------------------------------ | ------------------------------------------------------------------ |
| 3                                                          | Chine Russie                   | Russie États-Unis             | Russie                                           | France Italie                                                      |
| 2                                                          | Canada France Japon États-Unis | Canada France Hongrie Ukraine | Allemagne Canada Chine France Pologne États-Unis | Allemagne Canada Israël Lituanie Pologne Russie Ukraine États-Unis |
| Les pays non listés dans ce tableau ont droit à une entrée |                                |                               |                                                  |                                                                    |

Pour la neuvième année, l'Union internationale de patinage impose une ronde des qualifications pour les catégories individuelles masculine et féminine. Les qualifications sont divisées en deux groupes A et B. Pour les mondiaux 2001, le top 15 de chaque groupe accède au programme court, puis le top 24 accède au programme libre. Les scores des qualifications comptent pour le score final. 
Pour la première fois, en danse sur glace, les deux danses imposées se sont effectuées en deux groupes A et B. Le groupe B patine ses danses imposées en premier, puis le groupe A. Le top 15 de chaque groupe accède à la danse originale, puis le top 24 accède à la danse libre.

## Podiums
| Épreuves                            | Or                                      | Argent                               | Bronze                            |
| ----------------------------------- | --------------------------------------- | ------------------------------------ | --------------------------------- |
| Messieurs résultats détaillés       | Evgeni Plushenko                        | Aleksey Yagudin                      | Todd Eldredge                     |
| Dames résultats détaillés           | Michelle Kwan                           | Irina Sloutskaïa                     | Sarah Hughes                      |
| Couples résultats détaillés         | Jamie Salé / David Pelletier            | Elena Berejnaïa / Anton Sikharulidze | Shen Xue / Zhao Hongbo            |
| Danse sur glace résultats détaillés | Barbara Fusar Poli / Maurizio Margaglio | Marina Anissina / Gwendal Peizerat   | Irina Lobatcheva / Ilia Averboukh |

## Tableau des médailles
| Rang  | Nation     | Or | Argent | Bronze | Total |
| ----- | ---------- | -- | ------ | ------ | ----- |
| 1     | Russie     | 1  | 3      | 1      | 5     |
| 2     | États-Unis | 1  | 0      | 2      | 3     |
| 3     | Canada     | 1  | 0      | 0      | 1     |
| 3     | Italie     | 1  | 0      | 0      | 1     |
| 5     | France     | 0  | 1      | 0      | 1     |
| 6     | Chine      | 0  | 0      | 1      | 1     |
| Total | Total      | 4  | 4      | 4      | 12    |

## Détails des compétitions
Pour la saison 2000/2001, les calculs des points se font selon la méthode suivante :
- chez les Messieurs et les Dames (0.4 point par place pour les qualifications, 0.6 point par place pour le programme court, 1 point par place pour le programme libre)
- chez les Couples artistiques (0.5 point par place pour le programme court, 1 point par place pour le programme libre)
- en danse sur glace (0.4 point par place pour les deux danses imposées, 0.6 point par place pour la danse originale, 1 point par place pour la danse libre)

### Messieurs
| Rang                                        | Nom                   | Nation           | Points | Qualif. B | Qualif. A | Prog. court | Prog. libre |
| ------------------------------------------- | --------------------- | ---------------- | ------ | --------- | --------- | ----------- | ----------- |
| 1                                           | Evgeni Plushenko      | Russie           | 2.0    |           | 1         | 1           | 1           |
| 2                                           | Aleksey Yagudin       | Russie           | 5.2    |           | 5         | 2           | 2           |
| 3                                           | Todd Eldredge         | États-Unis       | 5.6    |           | 2         | 3           | 3           |
| 4                                           | Timothy Goebel        | États-Unis       | 7.6    |           | 3         | 4           | 4           |
| 5                                           | Takeshi Honda         | Japon            | 12.4   | 1         |           | 10          | 6           |
| 6                                           | Li Yunfei             | Chine            | 12.4   |           | 6         | 5           | 7           |
| 7                                           | Li Chengjiang         | Chine            | 14.8   | 8         |           | 6           | 8           |
| 8                                           | Aleksandr Abt         | Russie           | 14.8   |           | 4         | 7           | 9           |
| 9                                           | Emanuel Sandhu        | Canada           | 16.2   | 4         |           | 16          | 5           |
| 10                                          | Elvis Stojko          | Canada           | 18.4   | 2         |           | 11          | 11          |
| 11                                          | Stanick Jeannette     | France           | 18.6   | 3         |           | 9           | 12          |
| 12                                          | Ivan Dinev            | Bulgarie         | 20.0   |           | 7         | 12          | 10          |
| 13                                          | Sergei Rylov          | Azerbaïdjan      | 24.8   | 7         |           | 15          | 13          |
| 14                                          | Anthony Liu           | Australie        | 24.8   | 10        |           | 8           | 16          |
| 15                                          | Zhang Min             | Chine            | 27.6   | 6         |           | 17          | 15          |
| 16                                          | Patrick Meier         | Suisse           | 29.0   |           | 8         | 13          | 18          |
| 17                                          | Yamato Tamura         | Japon            | 30.4   | 5         |           | 24          | 14          |
| 18                                          | Stefan Lindemann      | Allemagne        | 32.0   | 9         |           | 14          | 20          |
| 19                                          | Vincent Restencourt   | France           | 33.0   |           | 13        | 18          | 17          |
| 20                                          | Roman Skorniakov      | Ouzbékistan      | 35.6   | 13        |           | 19          | 19          |
| 21                                          | Gheorghe Chiper       | Roumanie         | 38.6   |           | 11        | 22          | 21          |
| 22                                          | Vitali Danilchenko    | Ukraine          | 38.6   |           | 9         | 20          | 23          |
| 23                                          | Dmytro Dmytrenko      | Ukraine          | 40.6   |           | 10        | 21          | 24          |
| 24                                          | Markus Leminen        | Finlande         | 41.4   | 14        |           | 23          | 22          |
| Patineurs éliminés après le programme court |                       |                  |        |           |           |             |             |
| 25                                          | Vakhtang Murvanidze   | Géorgie          |        | 11        |           | 26          | NC          |
| 26                                          | Neil Wilson           | Royaume-Uni      |        |           | 14        | 25          | NC          |
| 27                                          | Angelo Dolfini        | Italie           |        |           | 12        | 28          | NC          |
| 28                                          | Róbert Kažimír        | Slovaquie        |        | 15        |           | 27          | NC          |
| 29                                          | Sergei Davydov        | Biélorussie      |        | 12        |           | 29          | NC          |
| 30                                          | Gregor Urbas          | Slovénie         |        |           | 15        | 30          | NC          |
| Patineurs éliminés après les qualifications |                       |                  |        |           |           |             |             |
| 31                                          | Kristoffer Berntsson  | Suède            |        | 16        |           | NC          | NC          |
| 31                                          | Alexei Kozlov         | Estonie          |        |           | 16        | NC          | NC          |
| 33                                          | Michael Shmerkin      | Israël           |        | 17        |           | NC          | NC          |
| 33                                          | Kevin Van Der Perren  | Belgique         |        |           | 17        | NC          | NC          |
| 35                                          | Konstantin Kostin     | Lettonie         |        |           | 18        | NC          | NC          |
| 35                                          | Zoltán Tóth           | Hongrie          |        | 18        |           | NC          | NC          |
| 37                                          | Gareth Echardt        | Afrique du Sud   |        | 19        |           | NC          | NC          |
| 37                                          | Juri Litvinov         | Kazakhstan       |        |           | 19        | NC          | NC          |
| 39                                          | Yon Garcia            | Espagne          |        |           | 20        | NC          | NC          |
| 39                                          | Mauricio Medellin     | Mexique          |        | 20        |           | NC          | NC          |
| 41                                          | Ricky Cockerill       | Nouvelle-Zélande |        |           | 21        | NC          | NC          |
| 41                                          | Miloš Milanović       | RF Yougoslavie   |        | 21        |           | NC          | NC          |
| 43                                          | Panagiotis Markouizos | Grèce            |        |           | 22        | NC          | NC          |
| Forfait                                     | Lee Kyu-hyun          | Corée du Sud     |        | NC        | NC        | NC          | NC          |

### Dames
| Rang                                          | Nom                  | Nation           | Points | Qualif. B | Qualif. A | Prog. court | Prog. libre |
| --------------------------------------------- | -------------------- | ---------------- | ------ | --------- | --------- | ----------- | ----------- |
| 1                                             | Michelle Kwan        | États-Unis       | 2.6    |           | 1         | 2           | 1           |
| 2                                             | Irina Sloutskaïa     | Russie           | 3.0    | 1         |           | 1           | 2           |
| 3                                             | Sarah Hughes         | États-Unis       | 7.2    |           | 2         | 4           | 4           |
| 4                                             | Maria Butyrskaya     | Russie           | 7.6    |           | 4         | 5           | 3           |
| 5                                             | Angela Nikodinov     | États-Unis       | 8.0    |           | 3         | 3           | 5           |
| 6                                             | Viktoria Volchkova   | Russie           | 10.4   | 2         |           | 6           | 6           |
| 7                                             | Fumie Suguri         | Japon            | 13.2   |           | 5         | 7           | 7           |
| 8                                             | Elena Liashenko      | Ukraine          | 15.4   | 5         |           | 9           | 8           |
| 9                                             | Vanessa Gusmeroli    | France           | 16.0   | 3         |           | 8           | 10          |
| 10                                            | Silvia Fontana       | Italie           | 16.6   | 4         |           | 10          | 9           |
| 11                                            | Elina Kettunen       | Finlande         | 21.0   |           | 7         | 12          | 11          |
| 12                                            | Sarah Meier          | Suisse           | 22.6   | 10        |           | 11          | 12          |
| 13                                            | Tatiana Malinina     | Ouzbékistan      | 23.8   |           | 6         | 14          | 13          |
| 14                                            | Mikkeline Kierkgaard | Danemark         | 27.4   |           | 8         | 17          | 14          |
| 15                                            | Jennifer Robinson    | Canada           | 27.4   | 7         |           | 16          | 15          |
| 16                                            | Susanne Stadlmüller  | Allemagne        | 28.2   |           | 11        | 13          | 16          |
| 17                                            | Laëtitia Hubert      | France           | 30.8   | 6         |           | 19          | 17          |
| 18                                            | Júlia Sebestyén      | Hongrie          | 32.4   |           | 9         | 18          | 18          |
| 19                                            | Tamara Dorofejev     | Hongrie          | 34.8   | 8         |           | 21          | 19          |
| 20                                            | Julia Soldatova      | Biélorussie      | 35.0   |           | 10        | 15          | 22          |
| 21                                            | Annie Bellemare      | Canada           | 37.2   | 13        |           | 20          | 20          |
| 22                                            | Karen Venhuizen      | Pays-Bas         | 40.4   | 14        |           | 23          | 21          |
| 23                                            | Park Bit-na          | Corée du Sud     | 41.0   | 9         |           | 24          | 23          |
| 24                                            | Zuzana Babiaková     | Slovaquie        | 41.6   | 11        |           | 22          | 24          |
| Patineuses éliminées après le programme court |                      |                  |        |           |           |             |             |
| 25                                            | Idora Hegel          | Croatie          |        | 12        |           | 25          | NC          |
| 26                                            | Hristina Vassileva   | Bulgarie         |        |           | 12        | 27          | NC          |
| 27                                            | Roxana Luca          | Roumanie         |        |           | 14        | 26          | NC          |
| 28                                            | Sun Siyin            | Chine            |        | 15        |           | 28          | NC          |
| 29                                            | Carina Chen          | Taipei chinois   |        |           | 13        | 30          | NC          |
| 30                                            | Marta Andrade        | Espagne          |        |           | 15        | 29          | NC          |
| Patineuses éliminées après les qualifications |                      |                  |        |           |           |             |             |
| 31                                            | Zoe Jones            | Royaume-Uni      |        | 16        |           | NC          | NC          |
| 31                                            | Galina Maniachenko   | Ukraine          |        |           | 16        | NC          | NC          |
| 33                                            | Natalie Hoste        | Belgique         |        | 17        |           | NC          | NC          |
| 33                                            | Lenka Seniglova      | Tchéquie         |        |           | 17        | NC          | NC          |
| 35                                            | Anna Wenzel          | Autriche         |        |           | 18        | NC          | NC          |
| 35                                            | Sabina Wojtala       | Pologne          |        | 18        |           | NC          | NC          |
| 37                                            | Georgina Papavasilou | Grèce            |        |           | 19        | NC          | NC          |
| 37                                            | Stephanie Zhang      | Australie        |        | 19        |           | NC          | NC          |
| 39                                            | Shirene Human        | Afrique du Sud   |        |           | 20        | NC          | NC          |
| 39                                            | Marina Khalturina    | Kazakhstan       |        | 20        |           | NC          | NC          |
| 41                                            | Dirke O´Brien Baker  | Nouvelle-Zélande |        |           | 21        | NC          | NC          |
| 41                                            | Olga Vassiljeva      | Mexique          |        | 21        |           | NC          | NC          |
| 43                                            | Rocio Salas Visuet   | Mexique          |        |           | 22        | NC          | NC          |
| 43                                            | Julia Vorobieva      | Azerbaïdjan      |        | 22        |           | NC          | NC          |
| 45                                            | Christine Lee        | Hong Kong        |        |           | 23        | NC          | NC          |
| 45                                            | Darya Zuravicky      | Israël           |        | 23        |           | NC          | NC          |
| 47                                            | Ksenia Jastsenjski   | RF Yougoslavie   |        | 24        |           | NC          | NC          |

### Couples
| Rang                                      | Nom                                    | Nation         | Points | Prog. court | Prog. libre |
| ----------------------------------------- | -------------------------------------- | -------------- | ------ | ----------- | ----------- |
| 1                                         | Jamie Salé / David Pelletier           | Canada         | 2.5    | 3           | 1           |
| 2                                         | Elena Berejnaïa / Anton Sikharulidze   | Russie         | 2.5    | 1           | 2           |
| 3                                         | Shen Xue / Zhao Hongbo                 | Chine          | 4.0    | 2           | 3           |
| 4                                         | Maria Petrova / Aleksey Tikhonov       | Russie         | 7.0    | 4           | 5           |
| 5                                         | Tatiana Totmianina / Maksim Marinin    | Russie         | 8.0    | 8           | 4           |
| 6                                         | Dorota Zagórska / Mariusz Siudek       | Pologne        | 8.5    | 5           | 6           |
| 7                                         | Kyoko Ina / John Zimmerman             | États-Unis     | 10.0   | 6           | 7           |
| 8                                         | Kristy Sargeant-Wirtz / Kris Wirtz     | Canada         | 15.0   | 14          | 8           |
| 9                                         | Aljona Savchenko / Stanislav Morozov   | Ukraine        | 15.0   | 12          | 9           |
| 10                                        | Pang Qing / Tong Jian                  | Chine          | 15.0   | 10          | 10          |
| 11                                        | Tiffany Scott / Philip Dulebohn        | États-Unis     | 16.5   | 9           | 12          |
| 12                                        | Kateřina Beránková / Otto Dlabola      | Tchéquie       | 17.5   | 13          | 11          |
| 13                                        | Inga Rodionova / Andrei Kroukov        | Azerbaïdjan    | 20.5   | 11          | 15          |
| 14                                        | Sabrina Lefrançois / Jérôme Blanchard  | France         | 21.5   | 17          | 13          |
| 15                                        | Yuko Kavaguti / Alexander Markuntsov   | Japon          | 21.5   | 15          | 14          |
| 16                                        | Mariana Kautz / Norman Jeschke         | Allemagne      | 24.0   | 16          | 16          |
| 17                                        | Natalia Ponomareva / Evgeni Sviridov   | Ouzbékistan    | 26.0   | 18          | 17          |
| 18                                        | Viktoria Shklover / Valdis Mintals     | Estonie        | 27.5   | 19          | 18          |
| 19                                        | Maria Krasiltseva / Artem Znachkov     | Arménie        | 29.0   | 20          | 19          |
| Abandon                                   | Sarah Abitbol / Stéphane Bernadis      | France         |        | 7           |             |
| Couples éliminés après le programme court |                                        |                |        |             |             |
| 21                                        | Jelena Sirokhvatova / Jurijs Salmanovs | Lettonie       |        | 21          | NC          |
| 22                                        | Oľga Beständigová / Jozef Beständig    | Slovaquie      |        | 22          | NC          |
| 23                                        | Michela Cobisi / Ruben De Pra          | Italie         |        | 23          | NC          |
| 24                                        | Ivana Durin / Andrei Maximov           | RF Yougoslavie |        | 24          | NC          |

### Danse sur glace
| Rang                                                | Nom                                     | Nation             | Points | Danse imposée 1 Groupe B | Danse imposée 2 Groupe B | Danse imposée 1 Groupe A | Danse imposée 2 Groupe A | Danse originale | Danse libre |
| --------------------------------------------------- | --------------------------------------- | ------------------ | ------ | ------------------------ | ------------------------ | ------------------------ | ------------------------ | --------------- | ----------- |
| 1                                                   | Barbara Fusar-Poli / Maurizio Margaglio | Italie             | 2.0    | 1                        | 1                        |                          |                          | 1               | 1           |
| 2                                                   | Marina Anissina / Gwendal Peizerat      | France             | 3.6    |                          |                          | 1                        | 1                        | 2               | 2           |
| 3                                                   | Irina Lobatcheva / Ilia Averboukh       | Russie             | 5.8    | 3                        | 2                        |                          |                          | 3               | 3           |
| 4                                                   | Shae-Lynn Bourne / Victor Kraatz        | Canada             | 7.4    | 2                        | 3                        |                          |                          | 4               | 4           |
| 5                                                   | Margarita Drobiazko / Povilas Vanagas   | Lituanie           | 8.8    |                          |                          | 2                        | 2                        | 5               | 5           |
| 6                                                   | Galit Chait / Sergei Sakhnovski         | Israël             | 10.8   |                          |                          | 3                        | 3                        | 6               | 6           |
| 7                                                   | Kati Winkler / René Lohse               | Allemagne          | 12.8   | 4                        | 4                        |                          |                          | 7               | 7           |
| 8                                                   | Olena Hrushyna / Ruslan Honcharov       | Ukraine            | 14.4   |                          |                          | 4                        | 4                        | 8               | 8           |
| 9                                                   | Naomi Lang / Peter Tchernyshev          | États-Unis         | 16.4   | 5                        | 5                        |                          |                          | 9               | 9           |
| 10                                                  | Albena Denkova / Maxim Staviski         | Bulgarie           | 18.0   |                          |                          | 5                        | 5                        | 10              | 10          |
| 11                                                  | Marie-France Dubreuil / Patrice Lauzon  | Canada             | 20.0   | 6                        | 6                        |                          |                          | 11              | 11          |
| 12                                                  | Tatiana Navka / Roman Kostomarov        | Russie             | 21.8   |                          |                          | 7                        | 6                        | 12              | 12          |
| 13                                                  | Isabelle Delobel / Olivier Schoenfelder | France             | 24.0   |                          |                          | 8                        | 8                        | 13              | 13          |
| 14                                                  | Sylwia Nowak / Sebastian Kolasiński     | Pologne            | 25.0   |                          |                          | 6                        | 7                        | 14              | 14          |
| 15                                                  | Eliane Hugentobler / Daniel Hugentobler | Suisse             | 26.8   | 7                        | 7                        |                          |                          | 15              | 15          |
| 16                                                  | Marika Humphreys / Vitali Baranov       | Royaume-Uni        | 29.2   |                          |                          | 9                        | 9                        | 16              | 16          |
| 17                                                  | Tanith Belbin / Benjamin Agosto         | États-Unis         | 30.6   | 8                        | 9                        |                          |                          | 17              | 17          |
| 18                                                  | Magali Sauri / Michail Stifunin         | France             | 32.2   | 9                        | 8                        |                          |                          | 18              | 18          |
| 19                                                  | Kristin Fraser / Igor Lukanin           | Azerbaïdjan        | 35.0   | 10                       | 10                       |                          |                          | 20              | 19          |
| 20                                                  | Agata Błażowska / Marcin Kozubek        | Pologne            | 35.6   |                          |                          | 11                       | 10                       | 19              | 20          |
| 21                                                  | Gloria Agogliati / Luciano Milo         | Italie             | 37.8   |                          |                          | 10                       | 11                       | 21              | 21          |
| 22                                                  | Zita Gebora / Andras Visontai           | Hongrie            | 41.0   |                          |                          | 13                       | 13                       | 23              | 22          |
| 23                                                  | Kateřina Kovalová / David Szurman       | Tchéquie           | 42.0   | 12                       | 11                       |                          |                          | 24              | 23          |
| 24                                                  | Nakako Tsuzuki / Rinat Farkhoutdinov    | Japon              | 42.0   |                          |                          | 12                       | 12                       | 22              | 24          |
| Couples de danse éliminés après la danse originale  |                                         |                    |        |                          |                          |                          |                          |                 |             |
| 25                                                  | Natalia Gudina / Alexei Beletski        | Israël             |        | 11                       | 13                       |                          |                          | 25              | NC          |
| 26                                                  | Valentina Anselmi / Fabrizio Pedrazzini | Italie             |        | 14                       | 14                       |                          |                          | 26              | NC          |
| 27                                                  | Stephanie Rauer / Thomas Rauer          | Allemagne          |        | 16                       | 12                       |                          |                          | 27              | NC          |
| 28                                                  | Zhang Weina / Cao Xianming              | Chine              |        | 13                       | 15                       |                          |                          | 28              | NC          |
| 29                                                  | Anna Mosenkova / Sergei Sychov          | Estonie            |        |                          |                          | 14                       | 15                       | 29              | NC          |
| 30                                                  | Alissa De Carbonnel / Alexander Malkov  | Biélorussie        |        |                          |                          | 15                       | 14                       | 30              | NC          |
| Couples de danse éliminés après les danses imposées |                                         |                    |        |                          |                          |                          |                          |                 |             |
| 31                                                  | Yang Tae-hwa / Lee Chuen-gun            | Corée du Sud       |        | 15                       | 16                       |                          |                          | NC              | NC          |
| 32                                                  | Portia Duval-Rigby / Francis Rigby      | Australie          |        |                          |                          | 17                       | 16                       | NC              | NC          |
| 33                                                  | Kamilla Szolnoki / Dejan Illes          | Croatie            |        |                          |                          | 16                       | 17                       | NC              | NC          |
| 34                                                  | Zuzana Durkovska / Marian Mesaros       | Slovaquie          |        | 17                       | 17                       |                          |                          | NC              | NC          |
| 35                                                  | Ana Galitch / Andrei Shishkov           | Bosnie-Herzégovine |        | 18                       | 18                       |                          |                          | NC              | NC          |